# Hanseniella vandykei
Hanseniella vandykei är en mångfotingart som beskrevs av Michelbacher 1939. Hanseniella vandykei ingår i släktet syddvärgfotingar, och familjen snabbdvärgfotingar. Inga underarter finns listade i Catalogue of Life.